# Amisk (Alberta)
Amisk est un village (village) de Provost No 52, situé dans la province canadienne d'Alberta.

## Démographie
En tant que localité désignée dans le recensement de 2011, Amisk a une population de 207 habitants dans 84 de ses 95 logements, soit une variation de 20.3% avec la population de 2006. Avec une superficie de 0,760 6 km2, village possède une densité de population de 272,153 6 hab/km2 en 2011.
Concernant le recensement de 2006, Amisk abritait 172 habitants dans 71 de ses 83 logements. Avec une superficie de 0,760 6 km2, village possédait une densité de population de 226,1 hab/km2 en 2006.
| 2001 | 2006 | 2011 | 2016 |
| ---- | ---- | ---- | ---- |
| 181  | 172  | 207  | 204  |